# Чеченци
Чеч̀енците (самоназвание: нохчий) са кавказки народ, който живее в Чечения, Руската федерация. Те са най-големият народ в Северен Кавказ.
В своята автономна държава Чеченската република те съставляват 95 % от населението (2010). Чеченци има също в съседните каквказки републики на Русия и в други страни.
Принадлежат към групата на нахските народи, говорещи нахски езици. Сред тях (след чеченците) най-многобройни са ингушите, живеещи днес предимно в своята Република Ингушетия, западно от Чечения. Тези 2 братски народа дълго време (1936 – 1944, 1957 – 1993) живеят в общата Чечено-ингушка автономна съветска социалистическа република. Общата република е закрита заради сталинската депортация на чеченци и ингуши в Средна Азия по обвинение в нелоялност през Втората световна война (по-късно е възстановена). Тя обаче се разпада, след като през юни 1991 г. чеченските сепаратисти начело с генерал Джохар Дудаев провъзгласяват непризнатата Чеченска република Ичкерия.

## Религия
Изповядват исляма (като повечето са сунити, сред сепаратистите има доста уахабити) и говорят на чеченски език, който спада към нахската група на севернокавказките езици.

## Численост
Чеченците, според местен източник, наброяват около 2 000 000 души. По официални данни чеченците в Русия са 1 431 360 души при преброяването от 2010 г., в това число: 1 206 551 души в Чечня (95,3 % от местното население), 93 658 д. в Дагестан (3,2 %), 18 765 д. в Ингушетия (4,6 %).